# Cibões e Brufe
Cibões e Brufe (oficialmente: União das Freguesias de Cibões e Brufe) é uma freguesia portuguesa do município de Terras de Bouro, com 24,03 km² de área e 304 habitantes (censo de 2021). A sua densidade populacional é 12,7 hab./km².

## História
Constituiu o concelho de Vila Garcia, com as mesmas duas freguesias (Cibões e Brufe), até 1835, quando estas foram integradas separadamente no concelho de Terras de Bouro. Estas foram agregadas em 2013, no âmbito de uma reforma administrativa nacional.

## Demografia
A população registada nos censos foi:
| Distribuição da População por Grupos Etários | Distribuição da População por Grupos Etários | Distribuição da População por Grupos Etários | Distribuição da População por Grupos Etários | Distribuição da População por Grupos Etários | Distribuição da População por Grupos Etários |
| -------------------------------------------- | -------------------------------------------- | -------------------------------------------- | -------------------------------------------- | -------------------------------------------- | -------------------------------------------- |
| Antes da agregação                           |                                              |                                              |                                              |                                              |                                              |
| Ano                                          | 0-14 anos                                    | 15-24 anos                                   | 25-64 anos                                   | >= 65 anos                                   | Total                                        |
| 2001                                         | 66                                           | 58                                           | 225                                          | 147                                          | 496                                          |
| 2011                                         | 38                                           | 34                                           | 191                                          | 158                                          | 421                                          |
| Após a agregação                             |                                              |                                              |                                              |                                              |                                              |
| Ano                                          | 0-14 anos                                    | 15-24 anos                                   | 25-64 anos                                   | >= 65 anos                                   | Total                                        |
| 2021                                         | 28                                           | 23                                           | 146                                          | 107                                          | 304                                          |